# Saint-Gérand
Saint-Gérand è una frazione del comune di Saint-Gérand-Croixanvec, nel dipartimento del Morbihan nella regione della Bretagna. In precedenza comune autonomo, il 1º gennaio 2022 è confluito nel nuovo comune di Saint-Gérand-Croixanvec.

## Società

### Evoluzione demografica
Abitanti censiti